# Flávio Paixão
Flávio Emanuel Lopes Paixão (ur. 19 września 1984 w Sesimbrze) – portugalski piłkarz, występujący na pozycji napastnika, w latach 2016–2023 w polskim klubie Lechia Gdańsk, w którym spędził najwięcej lat i którego został kapitanem, członek Klubów 100 i 300.

## Kariera klubowa

### Początki
Paixão pierwsze lata swojej dorosłej kariery spędził w Portugalii i Hiszpanii, grając na niższych szczeblach rozgrywkowych – w lokalnym klubie Sesimbra, a potem w FC Porto B, Villanovense, Realu Jaén oraz Benidormie. W sezonie 2006/2007 rozgrywek Segunda División B w barwach Villanovense strzelił najwięcej w swojej dotychczasowej karierze – 10 goli w sezonie, ale nie uratował swojego zespołu przed spadkiem z ligi.

### Hamilton Academical
Paixão w 2009 przeszedł do grającego w Scottish Premier League Hamilton Academical. Ze szkockim klubem zawodnik podpisał kontrakt 6 sierpnia, wraz ze swoim bratem Marco. Debiut w klubie zaliczył 15 sierpnia w meczu przeciwko Kilmarnock. Umowa zarówno jego, jak i jego brata została rozwiązana 14 kwietnia 2011. W barwach Hamiltonu wystąpił w 61 oficjalnych spotkaniach, strzelając 11 goli.

### Teraktor Sazi
2 sierpnia 2011 Paixão podpisał jednoroczny kontrakt z irańskim klubem Teraktor Sazi Tebriz. Zagrał w nim m.in. w rozgrywkach Azjatyckiej Ligi Mistrzów. Z klubem rozstał się latem 2013, jednak Teraktor nie chciał pozwolić mu na podpisanie umowy z nowym zespołem.

### Śląsk Wrocław
9 stycznia 2014 Flávio Paixão związał się ze Śląskiem Wrocław dwuletnią umową, która miała obowiązywać od 1 lipca. 7 marca 2014 FIFA uprawniła go jednak do gry już od rundy wiosennej sezonu 2013/2014. Pierwszą bramkę w barwach Śląska zdobył 22 maja 2014 w meczu z Jagiellonią Białystok.

### Lechia Gdańsk
13 lutego 2016, w 22. kolejce Ekstraklasy, Paixão zadebiutował w gdańskiej Lechii w wygranym 5:0 meczu z Podbeskidziem Bielsko-Biała, zaliczając w nim asystę. W spotkaniu 26. kolejki, 6 marca 2016 zdobył hat-tricka w wygranym 5:1 spotkaniu z Jagiellonią Białystok.
23 listopada 2019 w meczu z ŁKS Łódź zdobył dwie bramki, stając się najskuteczniejszym obcokrajowcem w historii Ekstraklasy. Do tej pory zdobył w rozgrywkach na najwyższym szczeblu ponad 100 bramek i jako pierwszy obcokrajowiec w historii trafił do Klubu 100, za co otrzymał wyróżnienie indywidualne Numer Ekstraklasy na zakończenie sezonu 2021/2022. Jej kapitan i najskuteczniejszy zagraniczny zawodnik w historii Lechii Gdańsk zdobywając w jej barwach 85 bramek. 23 maja 2022 podczas organizowanej przez Ekstraklase Gali Ekstraklasy, piłkarz został nagrodzony statuetką w kategorii numer sezonu 2021/22. Jest pierwszym obcokrajowcem w historii Ekstraklasy, który zdobył 100 goli i drugim, który rozegrał w niej 300 meczów.
4 maja 2023 Lechia ogłosiła odejście Portugalczyka po zakończeniu sezonu 2022/2023, który już wcześniej zapowiadał, że to w tym klubie chce zakończyć swoją profesjonalną karierę. W swoim ostatnim sezonie spadł z Lechią Gdańsk z Ekstraklasy.

## Statystyki klubowe
(aktualne na dzień 18 listopada 2022)
| Klub                 | Sezon              | Liga                    | Liga  | Liga   | Puchar kraju | Puchar kraju | Puchar ligi | Puchar ligi | Europa | Europa | Azja  | Azja   | Suma  | Suma   |
| Klub                 | Sezon              | Liga                    | Mecze | Bramki | Mecze        | Bramki       | Mecze       | Bramki      | Mecze  | Bramki | Mecze | Bramki | Mecze | Bramki |
| -------------------- | ------------------ | ----------------------- | ----- | ------ | ------------ | ------------ | ----------- | ----------- | ------ | ------ | ----- | ------ | ----- | ------ |
| FC Porto B           | 2005/2006          | II Divisão              | 11    | 1      | –            | –            | –           | –           | –      | –      | –     | –      | 11    | 1      |
| FC Porto B           | Ogólnie            | Ogólnie                 | 11    | 1      | 0            | 0            | 0           | 0           | 0      | 0      | 0     | 0      | 11    | 1      |
| CF Villanovense      | 2006/2007          | Segunda División B      | 34    | 10     | –            | –            | –           | –           | –      | –      | –     | –      | 34    | 10     |
| CF Villanovense      | Ogólnie            | Ogólnie                 | 34    | 10     | 0            | 0            | 0           | 0           | 0      | 0      | 0     | 0      | 34    | 10     |
| Real Jaén            | 2007/2008          | Segunda División B      | 8     | 0      | –            | –            | –           | –           | –      | –      | –     | –      | 8     | 0      |
| Real Jaén            | Ogólnie            | Ogólnie                 | 8     | 0      | 0            | 0            | 0           | 0           | 0      | 0      | 0     | 0      | 8     | 0      |
| Benidorm CF          | 2007/2008          | Segunda División B      | 19    | 5      | –            | –            | –           | –           | –      | –      | –     | –      | 19    | 5      |
| Benidorm CF          | 2008/2009          | Segunda División B      | 32    | 6      | 2            | 0            | –           | –           | –      | –      | –     | –      | 34    | 6      |
| Benidorm CF          | Ogólnie            | Ogólnie                 | 51    | 11     | 2            | 0            | 0           | 0           | 0      | 0      | 0     | 0      | 53    | 11     |
| Hamilton Academical  | 2009/2010          | Scottish Premier League | 25    | 5      | 2            | 0            | 1           | 0           | –      | –      | –     | –      | 28    | 5      |
| Hamilton Academical  | 2010/2011          | Scottish Premier League | 30    | 3      | 1            | 1            | 1           | 0           | –      | –      | –     | –      | 32    | 4      |
| Hamilton Academical  | Ogólnie            | Ogólnie                 | 55    | 8      | 3            | 1            | 2           | 0           | 0      | 0      | 0     | 0      | 60    | 9      |
| Teraktor Sazi Tebriz | 2011/2012          | Iran Pro League         | 30    | 10     | –            | –            | –           | –           | –      | –      | –     | –      | 30    | 10     |
| Teraktor Sazi Tebriz | 2012/2013          | Iran Pro League         | 31    | 10     | –            | –            | –           | –           | –      | –      | 6     | 1      | 37    | 11     |
| Teraktor Sazi Tebriz | Ogólnie            | Ogólnie                 | 61    | 20     | 0            | 0            | 0           | 0           | 0      | 0      | 6     | 1      | 67    | 21     |
| Śląsk Wrocław        | 2013/2014          | Ekstraklasa             | 13    | 1      | –            | –            | –           | –           | –      | –      | –     | –      | 13    | 1      |
| Śląsk Wrocław        | 2014/2015          | Ekstraklasa             | 37    | 18     | 4            | 1            | –           | –           | –      | –      | –     | –      | 41    | 19     |
| Śląsk Wrocław        | 2015/2016          | Ekstraklasa             | 21    | 5      | 4            | 1            | –           | –           | 4      | 0      | –     | –      | 29    | 6      |
| Śląsk Wrocław        | Ogólnie            | Ogólnie                 | 71    | 24     | 8            | 2            | 0           | 0           | 4      | 0      | 0     | 0      | 83    | 26     |
| Lechia Gdańsk        | 2015/2016          | Ekstraklasa             | 16    | 6      | –            | –            | –           | –           | –      | –      | –     | –      | 16    | 6      |
| Lechia Gdańsk        | 2016/2017          | Ekstraklasa             | 33    | 10     | 2            | 1            | –           | –           | –      | –      | –     | –      | 35    | 11     |
| Lechia Gdańsk        | 2017/2018          | Ekstraklasa             | 34    | 10     | 1            | 0            | –           | –           | –      | –      | –     | –      | 35    | 10     |
| Lechia Gdańsk        | 2018/2019          | Ekstraklasa             | 37    | 15     | 6            | 0            | –           | –           | –      | –      | –     | –      | 43    | 15     |
| Lechia Gdańsk        | 2019/2020          | Ekstraklasa             | 31    | 14     | 6            | 5            | –           | –           | 2      | 2      | –     | –      | 39    | 21     |
| Lechia Gdańsk        | 2020/2021          | Ekstraklasa             | 30    | 12     | 3            | 0            | –           | –           | –      | –      | –     | –      | 33    | 12     |
| Lechia Gdańsk        | 2021/2022          | Ekstraklasa             | 32    | 10     | 1            | 0            | –           | –           | –      | –      | –     | –      | 32    | 10     |
| Lechia Gdańsk        | 2022/2023          | Ekstraklasa             | 15    | 6      | 1            | 0            | –           | –           | 4      | 3      | –     | –      | 20    | 9      |
| Lechia Gdańsk        | Ogólnie            | Ogólnie                 | 228   | 83     | 20           | 6            | 0           | 0           | 6      | 5      | 0     | 0      | 254   | 94     |
| Ogólnie w karierze   | Ogólnie w karierze | Ogólnie w karierze      | 519   | 157    | 33           | 9            | 2           | 0           | 10     | 5      | 6     | 1      | 570   | 172    |

## Sukcesy

### Lechia Gdańsk
- Puchar Polski: 2018/2019
- Superpuchar Polski: 2019

### Indywidualne
- Król strzelców Pucharu Polski: 2018/2019 (5 goli)

### Wyróżnienia
- Numer Sezonu Ekstraklasy: 2021/2022[10]

## Życie prywatne
Jego brat bliźniak – Marco (ur. 1984) również został piłkarzem.
W 2020 roku wydał książkę autobiograficzną pt. Jak zmienić życie dzięki myśleniu i dyscyplinie.